# Farang (film)
Pour les articles homonymes, voir Farang.
Pour plus de détails, voir Fiche technique et Distribution.
Farang est un film français réalisé par Xavier Gens et sorti en 2023.
Le film débute alors que Samir Barda purge sa peine pour trafic de stupéfiants au centre pénitentiaire de Fresnes. Il est sur le point d'être remis en liberté s'il trouve un employeur. Alors qu'il est à l'essai sur un chantier, il peine à échapper à son passé criminel. D'anciens commanditaires le retrouvent et Sam commet l'irréparable en tuant l'un d'eux. Cinq ans plus tard, ce farang (« Occidental » en thaïlandais) a refait sa vie à Bang Chan, dans l'est de la Thaïlande. Il vit avec une Franco-Thaïlandaise, Mia, et sa petite fille nommée Dara. Mia est enceinte de Sam, qui travaille comme conducteur d'une navette de touristes pour un hôtel,.

## Synopsis
Ancien trafiquant de stupéfiants, Samir Barda purge sa peine au centre pénitentiaire de Fresnes où il tente d'oublier son passé criminel. Placé en liberté conditionnelle, Samir est alpagé par ses anciens complices à sa sortie de prison. Devant son refus de les aider, ces derniers repartent non sans le menacer de ce qui pourrait lui arriver lorsque leur chef l'apprendra. Le lendemain, après que sa première journée de travail ait débouché sur une offre d'emploi, les dealers reviennent cette fois pour en découdre. Samir s'enfuit sur un chantier où l'un des membres du commando meurt par accident après que Samir l'ait poussé pour se défendre.
Cinq ans plus tard, Samir a refait sa vie en Thailande, à Bang Chan, où il se fait désormais appeler "Sam". Il vit avec Mia, une Franco-Thaïlandaise et sa fille née d'un précédent union, Dara. Mia est enceinte de Sam et tous deux projettent d'acheter un terrain pour y construire le restaurant de leur rêve. Pour cela, Sam travaille en tant que bagagiste pour un hôtel et participe à des combats de boxe thai truquées. Malheureusement, les autorités refusent de leur accorder l'emplacement à la suite d'une offre supérieure faite par Narong. Souhaitant que le projet aboutisse, Sam demande à Sombat, son ami qui travaille avec Mia de lui faire rencontrer cet homme malgré sa réputation de criminel. Narong s'avère être un expatrié français et accepte de laisser le terrain en échange d'un service qui implique de faire transiter de la drogue à l'aéroport où Sam accueille les touristes. Sam accepte mais le jour J, le complice de Narong est découvert et Sam s'enfuit, poursuivi par les policiers. De retour chez lui, Sam tente de sauver sa famille mais il est grièvement blessé par les hommes de Narong, Mia meurt et Dara est enlevée.
Sauvé in-extremis de sa maison en flamme par Hansa, son entraîneur de boxe, Sam n'a plus qu'une idée en tête : se venger. Sombat tente de l'en dissuader car tout le monde le croit mort mais Sam finit par retrouver les hommes de mains qu'il tue un à un et notamment le bras droit de Narong, Kasem. Il apprend que Dara est toujours en vie mais a été emmenée à Bangkok. Sombat, lui, préfère fuir tandis qu'Hansa accepte d'aider Sam. Arrivés à la capitale, Sam trouve de nouvelles informations dans une maison close cachant de la prostitution infantile. Les deux hommes se rendent dans une usine de surgelés où Narong fait passer de la drogue. De nombreux combats s'ensuivent et Sam libère les employés qui lui apprennent que les enfants ont déjà été emmenés par bateau. Mal en point après de nouveaux affrontements, Sam parvient jusqu'au bureau de Narong. Le baron rit en lui expliquant que Nara n'a jamais été vendue mais confiée à Sombat qui l'a trahi. En outre, Narong est un ami du chef de l'ancien gang de Sam qui veut le tuer à la suite de la mort de son frère (l'homme poussé par Sam), ce qui explicitait pourquoi Narong semblait si bien le connaître. Sur le point de mourir étranglé, Samir tue Narong et retrouve Hansa agonisant après un dur combat.
De retour à Bang Chan, Sam arrive sur le terrain où Sombat a construit le restaurant. Le thailandais lui apprend qu'il aimait Mia et qu'il n'a jamais réussi à tourner la page lorsqu'elle s'est mise en couple avec lui. Sur le point de le tuer avec un pistolet, Sam entend Dara et court rejoindre la petite sur la plage. Tandis qu'il l'emmène avec lui en lui promettant de toujours rester ensemble, Sombat se suicide.

## Fiche technique
Sauf indication contraire, les informations mentionnées dans cette section peuvent être confirmées par les bases de données cinématographiques IMDb et Allociné,  présentes dans la section « Liens externes ».
- Titre original : Farang
- Réalisation : Xavier Gens
- Scénario : Xavier Gens et Magali Rossitto, en collaboration avec Guillaume Lemans et Stéphane Cabel
- Musique : Jean-Pierre Taïeb
- Décors : Stéphane Rozenbaum
- Costumes : Emmanuelle Youchnovski
- Photographie : Gilles Porte
- Montage : Riwanon Le Beller
- Production : Vincent Roget et Dimitri Stephanides
- Coproduction : Gregory Chambet et Gregoire Gensollen
- Sociétés de production : Same Player et WTFilms ; coproduit par The Ink Connection, France 2 Cinéma et Two Suns
- Sociétés de distribution : Studiocanal (France), Les Films 26 (Côte d'Ivoire et Sénégal)
- Budget : 5,4 millions d'euros
- Pays de production :  France
- Langues originales : français, anglais et thaï
- Format : couleur — 2:39,1 — son 5.1

action, drame
- Durée : 99 minutes[3]
- Dates de sortie[4] :
  - France : 28 juin 2023
  - Côte d'Ivoire, Sénégal : 30 juin 2023
  - Suisse : 2 juillet 2023 (Festival international du film fantastique de Neuchâtel)
  - Belgique : 26 juillet 2023
- Classification[5] :
  - France : interdit aux moins de 12 ans

## Distribution
- Nassim Lyes : Samir Barda dit « Sam »
- Olivier Gourmet : Narong
- Yothin Udomsanti : Kasem
- Vithaya Pansringarm : Hansa
- Sahajak Boonthanakit : Sombat
- Loryn Nounay : Mia
- Chananticha Tang-Kwa : Dara
- Alix Poisson : la conseillère d'orientation
- Patrick Ligardes : l'instructeur de la prison

## Production
Le tournage a lieu de février à avril 2022. Il se déroule une semaine à Paris et au centre pénitentiaire de Fresnes et 35 jours en Thaïlande, notamment à Phuket, Chanthaburi, Bangkok et dans le village de Bang Chan,,,,.

## Accueil

### Accueil critique
En France, le site Allociné donne la note de 3,4⁄5, après avoir recensé 15 critiques de presse.
Pour Eklecty-City : « Farang marque par son efficacité redoutable avec des cascades et les chorégraphies de ses combats impressionnants. Il ne fait aucun doute que le film de Xavier Gens est et sera une référence du genre dans le paysage français. »
Pour Antoine Desrues (Écran Large) : « Farang s’accapare les acquis du cinéma de Gareth Evans et les emmène dans une autre direction, plus intime et sociale. Une descente aux enfers magistralement orchestrée et d'ores et déjà l’un des meilleurs films d’action de l’année. »